# ارنست لشر
 ارنست لشر (آلمانی: Ernst Lecher؛ زاده ۱ ژوئن ۱۸۵۶ درگذشته ۱۹ ژوئیهٔ ۱۹۲۶) یک فیزیک‌دان اهل اتریش بود.